# 初恋モンスター
『初恋モンスター』（はつこいモンスター）は、日吉丸晃による日本の漫画作品。『ARIA』（講談社）にて2013年3月号より2017年1月号まで掲載後、以前から番外編を掲載していたpixivコミック上のARIAに2017年3月3日から移籍。34話まで掲載されたが、残すところ1話の状態で休載。単行本は2020年8月現在、8巻まで刊行されている。未完。2015年6月にテレビアニメ化が発表され、2017年に舞台化。

## あらすじ
箱入りお嬢様の二階堂夏歩は高校入学を機に故郷の親元を離れ、東京にある下宿屋「華すみ荘（かすみそう）」で一人暮らしをすることになる。そこで出会った高橋奏に車に轢かれそうになったところを助けられ一目惚れするが、実は彼がまだ小学生だったという驚愕の事実に直面してしまう。

## 登場人物
声優はドラマCD・アニメ版共通。演は舞台キャスト。

### 華すみ荘の住人
二階堂 夏歩（にかいどう かほ）
声 - 堀江由衣 / 演 - 奥田こころ
本作の主人公。7号室の住人。高校1年生。A型。おうし座。長い黒髪の小柄な美少女。実家は大地主のお嬢様。過保護に育てられたせいで幼いころから同級生に距離を置かれ、他人との付き合い方が分からず自分に自信が持てないでいる。
奏を小学生とは知らずに一目惚れし勢いで思わず告白してしまい、なりゆきで付き合うことになる。奏の外見と中身のギャップに戸惑い振り回されながらも、純粋で真っすぐな奏に惹かれていく。しかし、敦史との急接近により心が揺らぐようになる。
高橋 奏（たかはし かなで）
声 - 櫻井孝宏 / 演 - 荒牧慶彦
華すみ荘大家の一人息子。AB型。ふたご座。小学5年生で身長173センチと小学生離れした大人顔まけの容貌をしているが、中身は年相応に子供っぽい面が目立つ。常に学校用の体操着を着用している。
夏歩に告白され、「彼氏」として付き合うようになる。夏歩のことを大切に思っており真っすぐな想いを伝えるが、フラフープ200回まわしに失敗し別れを告げたり、ピアニカで自作のラブソングを演奏するなど、突拍子もない行動で夏歩を戸惑わせることも多い。敦史と夏歩の急接近で三角関係に悩まされるようになる。
篠原 耕太（しのはら こうた）
声 - 岡本信彦 / 演 - ゆうたろう
1号室の住人。高校1年生。O型。かに座。内気な性格で長い前髪で顔を隠しているが、素顔は中性的な美少年。癖の強い住人や奏の級友達に振り回されており、ひどい目に遭うことも少なくない苦労人。ポエムを作るのが趣味。夏歩に想いを寄せている。
横内 千秋（よこうち ちあき）
声 - 和井みずき
3号室の住人。高校2年生。A型。さそり座。眼鏡をかけたクールかつ毒舌でドSな女子。嵐と付き合っている。夏歩と奏のことは面白がりながらも見守っている。貧乳気味。
長澤 嵐（ながさわ あらし）
声 - 津田健次郎 / 演 - 田中涼星
4号室の住人。大学院生。O型。おとめ座。フィギュアと美少女と男の娘が好きなオタク。千秋の彼氏。人が好く、面倒見のいい性格。
多賀 敦史（たが あつし）
声 - 石川界人 / 演 - 小野健斗
5号室の住人。大学1年生。B型。みずがめ座。表向きは善人だが裏のある性格。女嫌いでことあるごとに夏歩に険悪な態度を取る。奏のことは実の弟のように可愛がっている。
夏歩を執拗にいじめていたが、あるきっかけで急接近し、好意を抱き始める。それが元で奏と対立するようになる。
林 真冬（はやし まふゆ）
声 - 茅野愛衣
6号室の住人。高校2年生。巨乳の美少女で千秋とは犬猿の仲。また、夏歩を邪険にしていることから同性嫌いであることが窺える。修吾に片思いをしており、入浴後の残り湯を飲むことを考えたり、実際に彼の洗濯物の匂いを嗅ぐなど変態的な面を持つ。奏の家庭教師を引き受けている。
高橋 修吾（たかはし しゅうご）
声 - 武内駿輔 / 演 - 郷本直也
華すみ荘の大家。奏の父。二年前に妻に先立たれ、男手一つで奏を育てており、下宿での食事作りも担当している。真冬に片思いされており、彼女の下着泥棒の被害に遭っている。

### 竹小学校（ちくしょうがっこう）5年1組
三宮 銀次郎（さんのみや ぎんじろう）
声 - 杉田智和 / 演 - 神里優希
奏の友達。通称「ギン」。奏達とは小学校入学当初から仲が良い。奏と同じく実年齢とかけ離れた外見をしており、いつも蝶ネクタイをしている。オカルト系雑誌を愛読しており、宇宙人に興味を持っている。将来の夢は家業の産婦人科医かNASAに入ること。年相応ではないアダルトな知識や探究心を持ち合わせている人物である。
金子 十六（かねこ とむ）
声 - 森久保祥太郎 / 演 - 佐川大樹
奏の友達。通称「トム」。リーゼントと特攻服がトレードマークのヤンキー系小学生。奏と同じく実年齢とかけ離れた外見をしている。家は22人の大家族で「ビッグマミィ」というドキュメンタリー番組で特集を組まれている。
野口 一男（のぐち かずお）
声 - 村瀬歩 / 演 - シェーン
奏、銀次郎、十六の友達。通称「カズ」。財閥の御曹司。仲良し四人組の中では唯一年相応の外見をしているが、性格は一番大人っぽく学級委員も務めるしっかり者。クラスで変人扱いされている他三人とは違い女子からの人気も高い。女装した耕太に一目惚れする。
深谷 雪（ふかや ゆき）
声 - 野水伊織
女子生徒。奏に想いを寄せており彼にラブレターを渡すもクラス全員にバレてしまうがそれでもめげていない。
山口・R・シゲル（やまぐち ローランド シゲル）
声 - 前野智昭
5年1組の担任教師で29歳。頭から段ボールを被り、神父服を着こなす。教師という職業は「神のお告げで始めた」とのこと。普段は温厚だが段ボールを取られると別人のようになってしまう。
アニメではOVA（第13話）に登場する。

### その他の人物
高橋 譲二（たかはし じょうじ）
声 - 鈴村健一
奏の大阪に住む従兄。小学6年生。自称「なにわのスピードコースター」。奏からは「アニキ」と呼ばれており、奏と同じく小学生離れした外見をしている。大事にしていたカードを母親に捨てられた腹いせに家出をした。夏歩に一目惚れし奏にレアカードとの交換を持ちかけるが断られる。
二階堂 大谷（にかいどう だいこく）
声 - 緑川光 / 演 - 星乃勇太
夏歩の兄。29歳。お面をつけて行動することがある。年の離れた妹の夏歩を溺愛している。夏歩と奏の交際に反対し、奏と「だるまさんがころんだ」で夏歩を賭けた勝負をする。アメリカでこけしに関する仕事をしているらしい。
枕崎 宗光（まくらざき むねみつ）
声 - 江口拓也
野口家の執事。一男の生後100日目から10年間仕えており、一男を敬愛するあまり異常な言動が多々見られる。
レンレン
声 - 蒼井翔太
「アイドルカスタマーズ」というメディアミックス作品に登場するキャラクターの男の娘。嵐と枕崎が激推ししている。実は貧乏で病気の弟を養うためにバイトに勤しんでいる苦学生。
金子 十五華（かねこ いこか）
声 - 松岡禎丞
十六の兄。小柄で年相応に可愛いが、父親譲りの辛辣な意見を述べる。アニメでは第13話に登場。
金子 七三子（かねこ なみこ）
声 - ゆきのさつき
十六の母。女性とは思えないヤンキー。アニメでは第13話に登場。

## 書誌情報

### コミック
- 日吉丸晃 『初恋モンスター』 講談社〈KCx ARIA〉、既刊8巻（2017年2月7日現在）
  1. 2013年7月5日発売[9]、ISBN 978-4-06-380638-0
    - ドラマCD付き特装版 2016年6月13日発売[10]、ISBN 978-4-06-358832-3

  2. 2014年1月7日発売[11]、ISBN 978-4-06-380666-3
  3. 2014年7月7日発売[12]、ISBN 978-4-06-380699-1
  4. 2015年1月7日発売[13]、ISBN 978-4-06-380738-7
  5. 2015年7月7日発売[14]、ISBN 978-4-06-380781-3
    - ドラマCD付き特装版[15]、ISBN 978-4-06-358777-7

  6. 2016年5月13日発売[16]、ISBN 978-4-06-380824-7
    - ドラマCD付き特装版[17]、ISBN 978-4-06-358815-6

  7. 2016年7月22日発売[18]、ISBN 978-4-06-380862-9
    - 消しゴムロケット鉛筆付き特装版[19]、ISBN 978-4-06-358833-0

  8. 2017年2月7日発売[20]、ISBN 978-4-06-380908-4
    - アニメDVD付き特装版[21]、ISBN 978-4-06-397019-7

### 小説
- 篠原まこと 『小説 初恋モンスター』 講談社〈KCデラックス ラノベ文庫〉
  1. 2017年3月2日発売 ISBN 978-4-06-393156-3

## テレビアニメ
2016年7月より9月まで放送された。ナレーションは大塚明夫が担当。2017年2月発売の原作単行本第8巻特装版にはOVAとなる第13話を収録したDVDが添付される。

### スタッフ
- 原作 - 日吉丸晃（講談社『ARIA』連載）[5]
- 監督 - 稲垣隆行[5]
- キャラクターデザイン - 岡真里子[5]
- シリーズ構成 - 金杉弘子[5]
- 美術設定 - 佐南友理
- 美術監督 - 三宅昌和
- 色彩設計 - 吉田沙織
- 撮影監督 - 酒井淳子
- 編集 - 松原理恵
- 音楽 - 坂部剛[5]
- プロデューサー - 鈴木廉太、伊藤洋平
- アニメーションプロデューサー - 浦崎宣光
- アニメーション制作 - スタジオディーン[5]
- 製作 - 竹小学校PTA（テレビシリーズ：キングレコード、講談社、SMC、AT-X、クロックワークス、ダックスプロダクション）、竹小学校PTA会長（OVA）

### 主題歌
オープニングテーマ「イノセント」
作詞 - 岩城由美 / 作曲 - 東大路憲太 / 編曲 - 堤博明 / 歌 - 蒼井翔太
エンディングテーマ
「キミに捧げる鎮魂歌」（第1話 - 第10話）
作詞 - 日吉丸晃 / 作曲・編曲 - 坂部剛 / 歌 - レンレン（蒼井翔太）
「竹小学校校歌」（第11話）
作詞 - 日吉丸晃 / 作曲・編曲 - 坂部剛 / 歌 - 竹小学校合唱団

### 各話リスト
| 話数           | サブタイトル                    | 脚本                | 絵コンテ       | 演出            | 作画監督                                                         | 総作画監督                          |
| -------------- | ------------------------------- | ------------------- | -------------- | --------------- | ---------------------------------------------------------------- | ----------------------------------- |
| 第1話          | …で、俺、小学生だけどどうする？ | 金杉弘子            | 稲垣隆行       | 牧野友映        | 石井明治 森本浩文                                                | 岡真里子 木村友美                   |
| 第2話          | あゝ華すみ荘                    | 金杉弘子 大場小ゆり | こでらかつゆき | 葛谷直行        | 原田峰文、大谷道子                                               | 岡真里子 木村友美 長田絵里          |
| 第3話          | 初めての♡                       | 大場小ゆり          | 喜多谷充       | 村田尚樹        | 浅井昭人、佐藤このみ                                             | 岡真里子 野口孝行                   |
| 第4話          | ねらわれたパンツ                | あおしまたかし      | 金崎貴臣       | 伊藤史夫        | 赤尾良太郎                                                       | 岡真里子 木村友美 森本浩文          |
| 第5話          | そうだ、銭湯いこう              | 赤尾でこ            | こでらかつゆき | 葛谷直行        | 原田峰文、大谷道子                                               | 岡真里子 木村友美                   |
| 第6話          | 振ってフラフラフラフープ        | 大場小ゆり          | 斉藤哲人       | 久保太郎        | 石井明治、森本浩文                                               | 岡真里子 野口孝行                   |
| 第7話          | 届けたい思い…（トイレに）       | あおしまたかし      | 今千秋         | 吉田俊司 徐恵眞 | 松尾亜希子、ウクレレ善似郎 浅井昭人                              | 岡真里子 中嶋敦子 木村友美          |
| 第8話          | 奏電話相談室                    | 赤尾でこ            | こでらかつゆき | 村田尚樹        | 石川洋一、佐藤このみ                                             | 岡真里子 中嶋敦子 木村友美 野口孝行 |
| 第9話          | ひそやカニ♡ラブソング           | 大場小ゆり          | 喜多谷充       | 松村樹里亜      | 原田峰文、大谷道子                                               | 岡真里子 中嶋敦子 木村友美          |
| 第10話         | たまにはまっとうなラブコメでも  | あおしまたかし      | 稲垣隆行       | 久保太郎        | 河南正昭、森本浩文                                               | 岡真里子 中嶋敦子 木村友美          |
| 第11話         | 見ちゃダメ!奏の秘密日記         | 大場小ゆり          | 木村延景       | 木村延景        | 浅井昭人、ウクレレ善似郎 佐藤このみ                              | 岡真里子 中嶋敦子 木村友美          |
| 第12話         | ラブノーマル×アブノーマル       | 赤尾でこ            | 稲垣隆行       | 牧野友映        | 木村友美、石川洋一 浅井昭人、ウクレレ善似郎 佐藤このみ、簾畑由実 | 岡真里子 中嶋敦子 木村友美          |
| 第13話 （OVA） | もうちょっとだけ続くんじゃ      | あおしまたかし      |                |                 |                                                                  |                                     |

### 放送局
| 放送期間               | 放送時間                     | 放送局     | 対象地域 | 備考                                       |
| ---------------------- | ---------------------------- | ---------- | -------- | ------------------------------------------ |
| 2016年7月2日 - 9月17日 | 土曜 23:00 - 23:30           | AT-X       | 日本全域 | 製作委員会参加 / CS放送 / リピート放送あり |
| 2016年7月3日 - 9月18日 | 日曜 1:00 - 1:30（土曜深夜） | TOKYO MX   | 東京都   |                                            |
|                        | 日曜 23:30 - 月曜 0:00       | KBS京都    | 京都府   |                                            |
| 2016年7月5日 - 9月20日 | 火曜 0:00 - 0:30（月曜深夜） | サンテレビ | 兵庫県   |                                            |
| 2016年7月8日 - 9月23日 | 金曜 23:00 - 23:30           | BS11       | 日本全域 | BS放送 / 『ANIME+』枠                      |

| 配信期間                                                    | 配信時間        | 配信サイト       |
| ----------------------------------------------------------- | --------------- | ---------------- |
| 2016年7月3日 - 9月18日                                      | 日曜 12:00 更新 | ビデオマーケット |
|                                                             |                 | 楽天ショウタイム |
|                                                             |                 | GYAO!            |
|                                                             |                 | GYAO!ストア      |
|                                                             |                 | dアニメストア    |
| 2016年7月4日 - 9月19日                                      | 月曜 12:00 更新 | ひかりTV         |
| 2016年7月8日 - 9月23日                                      | 金曜 12:00 更新 | TSUTAYA TV       |
| 2016年7月10日 - 9月25日                                     | 日曜 12:00 更新 | dTV              |
|                                                             |                 | ゲオチャンネル   |
| 第1話のみ、台詞のピー音規制なしバージョンを期間限定で配信。 |                 |                  |

### BD / DVD
| 巻 | 発売日         | 収録話          | 規格品番   | 規格品番   |
| 巻 | 発売日         | 収録話          | BD初回版   | DVD初回版  |
| -- | -------------- | --------------- | ---------- | ---------- |
| 1  | 2016年9月21日  | 第1話 - 第2話   | KIXA-90671 | KIBA-92284 |
| 2  | 2016年10月26日 | 第3話 - 第4話   | KIXA-90672 | KIBA-92285 |
| 3  | 2016年11月23日 | 第5話 - 第6話   | KIXA-90673 | KIBA-92286 |
| 4  | 2016年12月21日 | 第7話 - 第8話   | KIXA-90674 | KIBA-92287 |
| 5  | 2017年1月25日  | 第9話 - 第10話  | KIXA-90675 | KIBA-92288 |
| 6  | 2017年2月22日  | 第11話 - 第12話 | KIXA-90676 | KIBA-92289 |

### Webラジオ
『TVアニメ初恋モンスター「…で、俺のラジオだけど、どうする？」』のタイトルで2016年7月8日から10月14日まで音泉にて毎週金曜日に配信された。7月1日にプレ配信された。パーソナリティは蒼井翔太（レンレン 役）。

## 舞台
同名タイトルで、2017年3月に品川プリンスホテル クラブexにて上演。脚本・演出は川尻恵太、主演は荒牧慶彦で、荒牧は本作が舞台初主演となる。